# Smarandache-Konstanten
In der Zahlentheorie spricht man von Smarandache-Konstanten (nach Florentin Smarandache) in zwei Zusammenhängen, einmal bei der Andricaschen Vermutung, andererseits bei der Smarandache-Funktion. Die beiden Definitionen haben außer ihrem Namensgeber nichts gemein.
| 1.ext | Bezeichnet {\displaystyle p_{n}} die {\displaystyle n}-te Primzahl, so besagt die Andricasche Vermutung, dass für alle {\displaystyle n} {\displaystyle {\sqrt {p_{n+1}}}-{\sqrt {p_{n}}}<1.} Diese Vermutung lässt sich wie folgt verallgemeinern: {\displaystyle p_{n+1}^{a}-p_{n}^{a}<1\qquad \quad \mathrm {f{\ddot {u}}r\;alle} \;a<a_{0}.} Diese Obergrenze für {\displaystyle a_{0}}, ungefähr {\displaystyle 0{,}56714813...}, wird oft als die Smarandache-Konstante bezeichnet. {\displaystyle a_{0}} ist Lösung der Gleichung {\displaystyle p_{31}^{x}-p_{30}^{x}=127^{x}-113^{x}=1}. |
| 2.    | Die Smarandache-Funktion {\displaystyle \mu (n)} ist wie folgt definiert: {\displaystyle \mu (n)} ist die kleinste natürliche Zahl, für die {\displaystyle \mu (n)!} durch {\displaystyle n} teilbar ist. Ist zum Beispiel der Wert {\displaystyle \mu (8)} gesucht, ist die kleinste der Zahlen 1!, 2!, 3!, ... zu suchen, die durch 8 teilbar ist; das ist 4!=24=3·8, daher ist {\displaystyle \mu (8)=4}. Es wurden nun diverse konvergente Reihen untersucht, die die Werte dieser Funktion verwenden. Derartige Grenzwerte werden dann erste, zweite, ... Smarandache-Konstanten genannt.    |

## Smarandache-Konstanten
Die erste Smarandache-Konstante ist definiert durch
{\displaystyle s_{1}=\sum _{n=2}^{\infty }{\frac {1}{\mu (n)!}}=1{,}093170459...}
Deren Konvergenz ist mit {\displaystyle \mu (n)\leq n} und der eulerschen Zahl als Obergrenze leicht einzusehen: {\displaystyle \sum {\frac {1}{\mu (n)!}}<\sum {\frac {1}{n!}}=e}.
Die Nachkommastellen bilden Folge A048799 in OEIS.
Die zweite Smarandache-Konstante ist
{\displaystyle s_{2}=\sum _{n=2}^{\infty }{\frac {\mu (n)}{n!}}=1{,}7140062935916...}
Für diese ist außerdem beweisen, dass sie irrational ist; sie ist Folge A048834 in OEIS.
Die dritte Smarandache-Konstante ist dann
{\displaystyle s_{3}=\sum _{n=2}^{\infty }{\frac {1}{\mu (2)\cdot \mu (3)\cdots \mu (n)}}=0{,}7199607000437...}
Ihre Nachkommastellen ergeben die Folge A048835 in OEIS.
Ferner konvergiert folgende Reihe für alle reellen Zahlen {\displaystyle \alpha \geq 1}:
{\displaystyle s_{4}(\alpha )=\sum _{n=2}^{\infty }{\frac {n^{\alpha }}{\mu (2)\cdot \mu (3)\cdots \mu (n)}}}
Die ersten Werte für natürliche {\displaystyle \alpha }:
| {\displaystyle \alpha } | {\displaystyle S_{4}(\alpha )} |                         |
| 1                       | 1,7287576053...                | (Folge A048836 in OEIS) |
| 2                       | 4,5025120061...                | (Folge A048837 in OEIS) |
| 3                       | 13,011144194...                | (Folge A048838 in OEIS) |
Andere Autoren bewiesen, dass
{\displaystyle s_{5}=\sum _{n=1}^{\infty }{\frac {(-1)^{n-1}\mu (n)}{n!}}}
ebenfalls einen Grenzwert hat. Die nächste Konstante,
{\displaystyle s_{6}=\sum _{n=2}^{\infty }{\frac {\mu (n)}{(n+1)!}},}
konvergiert gegen einen Wert {\displaystyle 0{,}218282<s_{6}<0{,}5}.
Allgemeiner konvergieren sogar
{\displaystyle s_{7}=\sum _{n=2}^{\infty }{\frac {\mu (n)}{(n+k)!}}\quad {\text{und}}\quad s_{8}=\sum _{n=2}^{\infty }{\frac {\mu (n)}{(n-k)!}}}
für natürliche (bzw. ganze) {\displaystyle k\not =0}.
Außerdem konvergiert
{\displaystyle s_{9}=\sum _{n=2}^{\infty }{\frac {1}{{\frac {\mu (2)}{2!}}+{\frac {\mu (3)}{3!}}+\cdots +{\frac {\mu (n)}{n!}}}}.}
Zwei weitere Reihen sind
{\displaystyle s_{10}(\alpha )=\sum _{n=2}^{\infty }{\frac {1}{\mu (n)^{\alpha }{\sqrt {\mu (n)!}}}}}
und
{\displaystyle s_{11}(\alpha )=\sum _{n=2}^{\infty }{\frac {1}{\mu (n)^{\alpha }{\sqrt {(\mu (n)+1)!}}}}}
Diese konvergieren für alle {\displaystyle a>1}.
Sei {\displaystyle f\colon \mathbb {N} \to \mathbb {R} } eine Funktion, für die gilt
{\displaystyle f(t)\leq {\frac {c}{t^{\alpha }\cdot d(t!)-d((n-1)!)}}}
wobei {\displaystyle t>0} natürlich und {\displaystyle \alpha >1,c>12} konstant sein sollen; {\displaystyle d(n)} bezeichne die Anzahl der Teiler von {\displaystyle n}. Dann gilt:
{\displaystyle s_{12}(f)=\sum _{n=1}^{\infty }f(\mu (n))}
ist konvergent.
Außerdem ist auch
{\displaystyle s_{13}=\sum _{n=1}^{\infty }{\frac {1}{\mu (1)!\cdot \mu (2)!\cdots \mu (n)!}}}
konvergent, ebenso wie
{\displaystyle s_{14}(\alpha )=\sum _{n=1}^{\infty }{\frac {1}{\mu (n)!\cdot {\sqrt {\mu (n)!}}\cdot \log \left(\mu (n)\right)^{\alpha }}}}
für {\displaystyle \alpha >1}.
Eine weitere konvergente Reihe ist
{\displaystyle s_{15}=\sum _{n=1}^{\infty }{\frac {2^{n}}{\mu (2^{n})!}}.}
Schließlich konvergiert auch
{\displaystyle s_{16}(\alpha )=\sum _{n=1}^{\infty }{\frac {\mu (n)}{n^{\alpha +1}}}}
für alle {\displaystyle \alpha >1}.

## Referenzen
Einen Überblick geben
- Eric W. Weisstein: Smarandache Constants. In: MathWorld (englisch).
- Smarandache Function in PlanetMath
- Constant involving the Smarandache Function: http://fs.gallup.unm.edu//CONSTANT.TXT

Detaillierte Arbeiten sind
- I.Cojocaru, S. Cojocaru: The First Constant of Smarandache. in: Smarandache Notions Journal 7 (1996) (PDF; 5,4 MB) S. 116–118.
- dies. ebd. The Second Constant of Smarandache: S. 119–120; und The Third and Fourth Constants of Smarandache: S. 121–126.

- E. Burton: On Some Series Involving the Smarandache Function. In: Smarandache Function Journal 6 (1995) (PDF; 2,6 MB), S. 13–15.

- E. Burton: On Some Convergent Series. In: Smarandache Notions Journal 7 (1996) (PDF; 5,4 MB): S. 7–9.

- A.J. Kempner: Miscellanea,  in: The American Mathematical Monthly, Vol. 25, No. 5 (Mai 1918), S. 201–210. jstor

- J. Sandor: On The Irrationality Of Certain Alternative Smarandache Series In: Smarandache Notions Journal 8 (1997) (PDF; 8,8 MB) S. 143–144.